# Григорян, Александр Андреевич
Алекса́ндр Андре́евич Григоря́н (рум. Alexandru Andreevici Grigorian; род. 26 января 1973, Кишинёв, Молдавская ССР, СССР) — советский, молдавский и российский футболист, защитник.

## Карьера
Карьеру начинал в 1991 году в клубе Второй низшей лиги СССР «Буджак». В 1992—1993 годах провёл 18 матчей в чемпионате Молдавии за «Буджак», «Амоком» и «Тигину». В 1995 году подписал контракт с пензенским «Зенитом». В 2000 году перешёл в «Диану». По ходу сезона пополнил ряды выксинского «Металлурга». В 2003 году вернулся в Пензу, где через год завершил карьеру.

## Достижения
- Победитель 5-й зоны Третьей лиги России (2): 1995, 1997
- Бронзовый призёр 5-й зоны Второй низшей лиги СССР: 1991